# المرسى (ولاية سكيكدة)
توجد بلدية المرسى ولاية سكيكدة هي بلدية تعدادها السكاني حوالي 28000 نسمة يمارس الصيد البحري والزراعة كمصدر اساسي وخدمات السياحة.